# سعد بن حارث خزاعی
سعد بن حارث خزاعی غلام علی بن ابی طالب و یکی از ملازمان وی بوده است. به نوشته عبدالله مامقانی در زمان خلافت علی بن ابی طالب مدتی رئیس شرطه (پلیس) و مدتی نیز فرماندار آذربایجان بوده است. به گفته مامقانی، سعد بعد از علی، ملازم حسن و پس از وی ملازم حسین بود و با وی به کربلا رفت و در روز عاشورا کشته شد.